# Christina Athenstädt
Christina Athenstädt (* 12. Februar 1979 in Köln) ist eine deutsche Schauspielerin.

## Leben
Athenstädt studierte von 2003 bis 2006 an der Hochschule für Schauspielkunst „Ernst Busch“ Berlin. Neben vielen Theaterengagements ist sie regelmäßig in Film- und Fernsehrollen zu sehen.
Von 2017 bis 2020 war sie in der Hauptrolle der Fachärztin für Gynäkologie Dr. Tanja Ewald in der Fernsehserie Familie Dr. Kleist zu sehen. 2019 übernahm sie die Hauptrolle der im Juni des Jahres verstorbenen Lisa Martinek für die folgenden Staffeln der Serie Die Heiland – Wir sind Anwalt. Die neuen Episoden wurden ab April 2020 auf Das Erste ausgestrahlt.
Christina Athenstädt lebt mit ihrem Ehemann, dem Schauspieler Peter Fieseler, und ihrer Tochter (* 2011) in Berlin.

## Filmografie
- 2008–2009: Wege zum Glück (Fernsehserie, 48 Folgen)
- 2009: Barfuß bis zum Hals
- 2011: Elementar (Kurzfilm)
- 2011: Spreewaldkrimi: Die Tränen der Fische (Fernsehreihe)
- 2012: Denn im Loch ist es finster (Kurzfilm)
- 2012: Alles Klara (Fernsehserie, Folge Mord nach Stundenplan)
- 2012: Erinnerungen an den Sommer (Kurzfilm)
- 2013: Alarm für Cobra 11 – Die Autobahnpolizei (Fernsehserie, Folge Katerstimmung)
- 2013: Tatort: Puppenspieler (Fernsehreihe)
- 2014: Wir waren Könige
- 2015: Der Kriminalist (Fernsehserie, Folge Die Liebeslehrerin)
- 2015: Block B – Unter Arrest (Fernsehserie, 2 Folgen)
- 2016: Der Bergdoktor – Lebendig begraben (Fernsehreihe)
- 2016: Die Bergretter (Fernsehserie, Folge Der Termin)
- 2016: Notruf Hafenkante (Fernsehserie, Folge Mattes im Fadenkreuz)
- 2017: In aller Freundschaft – Die jungen Ärzte (Fernsehserie, Folge Bekenne Dich)
- 2017–2020: Familie Dr. Kleist (Fernsehserie, 48 Folgen)
- 2018: Die Spezialisten – Im Namen der Opfer (Fernsehserie, Folge Born in the DDR)
- 2019: Der Bergdoktor (Fernsehserie, Folge Zeit der Wölfe)
- seit 2020: Die Heiland – Wir sind Anwalt (Fernsehserie)
- 2022: Flügel aus Beton
- 2023: Ein starkes Team: Kurierfahrt in den Tod (Fernsehreihe)
- 2024: Käthe und ich: Sommerliebe (Fernsehreihe)
- 2024: Blutige Anfänger (Fernsehserie, Folge Die Staatsschützerin)